# Héctor Tobar
Pour les articles homonymes, voir Tobar (homonymie).
Héctor Tobar, né en 1963 à Los Angeles en Californie, est un écrivain et journaliste américain.

## Biographie
Fils d'immigrés guatémaltèques, fait des études supérieures à l'université de Californie à Santa Cruz, mais obtient une maîtrise en création littéraire à l'université de Californie à Irvine. Il est d'abord chroniqueur du journal Metro, puis chef du bureau de ce journal dans la ville de Mexico et à Buenos Aires, en Argentine. Il travaille également pendant plusieurs années comme correspondant aux affaires nationales sud-américaines. En 1992, il remporte un prix Pulitzer pour son travail dans le cadre de l'équipe couvrant les émeutes de 1992 à Los Angeles pour le Los Angeles Times. Il est actuellement critique littéraire pour le Los Angeles Times.
En 1998, il publie un roman policier Jaguar (The Tattooed Soldier, 1998), vaste fresque des quartiers d'immigrés pauvres de Los Angeles avant et pendant les semaines d'émeutes de 1992, et aussi au Guatemala pendant les années de dictature militaire. Il donne ensuite un essai Translation Nation: Defining a New American Identity in the Spanish-Speaking United States (2005) sur la nouvelle identité américaine dans la langue espagnole aux États-Unis, est une traversée du pays avec des arrêts dans plusieurs des nouveaux endroits où les immigrants latino-américains s'installent. Son troisième livre est un roman, Printemps barbare (The Barbarian Nurseries, 2011), qui évoque les conflits ethniques contemporains en Californie du Sud moderne. 

## Œuvre

### Romans
- The Tattooed Soldier (1998) Publié en français sous le titre Jaguar, traduit par Pierre Furlan, Paris, Éditions Belfond, coll. « Littérature étrangère », 2014, 381 p.  (ISBN 978-2-7144-5373-0)[1],[2]
- The Barbarian Nurseries (2011) Publié en français sous le titre Printemps barbare, traduit par Pierre Furlan, Paris, Éditions Belfond, coll. « Littérature étrangère », 2012, 468 p.  (ISBN 978-2-7144-5083-8)[3],[4]
- Deep Down Dark: The Untold Stories of 33 Men Buried in a Chilean Mine, and the Miracle That Set Them Free, 2014

Publié en français sous le titre Les 33 : la fureur de survivre, traduit par Anne-Sylvie Homassel, Paris, Éditions Belfond, coll. « Littérature étrangère », 2015, 413 p.  (ISBN 978-2-7144-5946-6)

### Essai
- Translation Nation: Defining a New American Identity in the Spanish-Speaking United States, 2005